# Llei dels esclaus fugitius de 1793 dels Estats Units
La Llei dels Esclaus Fugitius de 1793 (en anglès Fugitive Slave Act of 1793) és una llei que va aprovar el Congrés dels Estats Units per fer efectiva la Clàusula dels Esclaus Fugitius de la Constitució dels Estats Units (Article 4, secció 2, clàusula 3 que va ser substituïda posteriorment per la Tretzena esmena de la Constitució dels Estats Units) que garantia el dret del propietari d'esclaus a recuperar un esclau fugitiu. La llei va tenir el títol " An Act respecting fugitives from justice and persons escaping from the service of their masters " (Llei que permetia que els amos poguessin recuperar els seus esclaus fugits) i va crear mecanismes legals perquè es pogués complir.
La llei va ser aprovada a la House of Representatives el 4 de febrer de 1793 per 48 vots a favor, 7 en contra i 14 abstencions. Els Annals of Congress expliquen que la llei fou aprovada el 12 de febrer del mateix any.
La llei fou canviada per la Llei dels esclaus fugitius de 1850 per la insistència dels Estats del Sud en el Compromís de 1850, ja que la volien que els esclaus fugits tinguessin menys drets; l'opinió pública dels estatunidencs del Nord hi va ser molt contrària.

## Text de la Llei
Cap 3 - Qualsevol esclau fugitiu pot ser perseguit als estats del Nord i pot ser portat davant un jutge perquè sigui retornat al seu propietari i ha d'ésser jutjat segons les lleis del territori o estat del qual va fugir. També caldrà fer el necessari perquè l'esclau sigui retornat al seu propietari.
Cap 4 - Qui ajudi a un pròfug pot ser objecte d'embargament i rebrà una multa de cinc-cents dòlars.
El text complert de la Llei es pot llegir a la Biblioteca del Congrés (també online) cercant: Annals of Congress of the 2nd Congress, 2nd Session, during whicht the proceedings and debates took place from November 5, 1792 to March 2, 1793, concretament a les pàgines 1414-1415.

## Efectes i conseqüències
Aquesta llei va posar els esclaus fugitius en risc que fossin recapturats per tota la seva vida, però alguns propietaris d'esclaus pensaven que no era prou dura. També va classificar els fills de les mares fugitives com a esclaus de la propietat de l'amo de la mare durant tota la seva vida.
Oney Judge (algunes vegades anomenada Ona) fou una esclava de Martha Washington que va servir la família Washington a Virgínia i a la Casa del President a Filadèlfia i que es va escapar el 21 de maig de 1796. George Washington la va intentar recuperar-la dues vegades. Posteriorment, la seva neboda la va visitar i li va demanar que tornés. Washington va actuar discretament per evitar la controvèrsia a Filadèlfia, a on hi havia una comunitat abolicionista quàquer molt important.
Oney Judge es va assentar a Nou Hampshire, es va casar i va tenir un fill. A la dècada de 1840 fou entrevistada pel Rev. Benjamin Chase que va publicar una "Carta a l'editor" al diari abolicionista The Liberator l'1 de gener de 1847. Aquest va descriure que, sota la llei, ella i el seu fill estaven en risc de ser considerats esclaus fugitius per sempre, fins i tot cinquanta anys després de la seva fuga, si els descendents de Martha Washington els reclamaven legalment.
Molts dels estats lliures del Nord van legislar per a protegir els negres lliures (que podrien ser segrestats i portats davant els tribunals sense poder defensar-se i després, podien ser esclavitzats) i els esclaus fugitius. Aquestes lleis van ser conegudes com a "lleis de llibertat personal" i demanaven als caçadors d'esclaus que provessin que els homes capturats eren antics esclaus escapats. ("Així com els estats del sud reclamaven el dret de recuperar els esclaus fugitius, els estats del Nord exigien el dret de protegir els seus residents afroamericans lliures del segrest i la venda com a esclaus al Sud" (Finkelman 399). El cas de Prigg contra Pennsilvània va generar controvèrsies. Edward Prigg era un ciutadà de Maryland que va ser acusat per un tribunal de Pennsilvània per intentar segrestar una dona negra al Comtat de York per retornar-la a Maryland dient que era una esclava fugida. Prigg fou jutjat i condemnat per un tribunal local però el cas va ser apel·lat a la Cort Suprema, on va ser ignorat. Aquest fet va demostrar que la Llei dels esclaus fugitius depenia més dels jutges estatals que de la llei nacional.
La indústria de la caça d'esclaus es va expandir degut a aquesta llei. Hi va haver homes que es van convertir en veritables caça-recompenses especialitzats en la cultura dels esclaus fugitius, anomenats caçadors d'esclaus. A més a més, degut a l'alta demanda d'esclaus al Sud, els negres lliures del nord corrien el risc de ser segrestats i venuts com a esclaus, encara que tinguessin els seus papers de "lliures". Hi va haver molts casos en els que persones que legalment eren lliures foren capturats i portats al Sud, on van ser venuts com a esclaus. La historiadora Carol Wilson va documentar 300 d'aquests casos en el llibre Freedom at Risc (1994) i va estimar que segurament n'hi va haver milers de casos així.
Solomon Northup en va ser un exemple destacat. Va néixer lliure al voltant de 1808, fill de Mintus Northup i la seva dona, al Comtat d'Essex (Nova York). El 1821 Northup va ser enganyat perquè anés a Washington DC, a on l'esclavitud era legal. El van drogar, segrestar i vendre com a esclau. Va romandre com a esclau a Louisiana durant 12 anys. Northup fou un dels pocs que va aconseguir recuperar la llibertat i va demandar els traficants d'esclaus involucrats en la seva captura. Com que la llei de Washington DC prohibia que Northrup testifiqués contra els homes blancs pel fet de ser negre, va perdre el cas. El New York Times va publicar un article sobre aquest as el 20 de gener de 1853. Northup va publicar les seves memòries: Twelve years a Slave (1853), una novel·la d'esclaus on s'explica la vida a una plantació a la riba del riu Red de Luisiana i es descriu el comerç d'esclaus a Washington DC. Aquest llibre es pot llegir en línia lliurement en el Projecte Gutenberg de Google books.